# Ребянський Борис Кирилович
Борис Кирилович Ребянський (6 січня 1927, Харків — січень 2010) — радянський футболіст, що грав на позиції воротаря. Паралельно грав також і в хокей. Відомий за виступами в низці команд класу «Б», зокрема «Спартак» зі Станіслава та ОДО з Києва. Переможець зонального турніру класу «Б» 1957 року, чвертьфіналіст Кубку СРСР 1955 і 1957 років.

## Клубна кар'єра
Борис Ребянський народився в Харкові. З 1947 році він грав у челябінській команді класу «Б», яка в різні роки мала назви «Дзержинець», «Зеніт» та «Авангард». Паралельно він грав у челябінських хокейних командах. У 1954 році перейшов до київського «Динамо», проте грав виключно в дублі, і ще протягом сезону він перейшов до складу команди класу «Б» ОДО з Києва. Наступного року у складі київської армійської команди Ребянський грав у 1/4 фіналу Кубка СРСР, де армійці поступилися московському «Спартаку». У 1957 році Ребянський стає гравцем команди класу «Б» «Спартак» зі Станіслава. У цьому році Борис Ребянський разом із «Спартаком» виграє зональний турнір класу «Б», після чого прикарпатська команда займає друге місце у фінальному турнірі за право виходу до вищої ліги СРСР, а також виходить до 1/4 фіналу Кубка СРСР, де поступається також московському «Спартаку».
У сезоні 1958 року Борис Ребянський грав у складі іншої команди класу «Б» «Локомотив» з Вінниці. У 1959 році він стає гравцем іншої команди класу «Б» «Арсенал» з Києва. Проте у 1960 році футболіст потрапляє в автомобільну аварію, що спричинило дострокове завершення його футбольної кар'єри. Після завершення виступів на футбольних полях тривалий час працював на заводі «Арсенал», грав у ветеранській команді київського «Динамо». Помер у січні 2010 року (за іншими даними у 2011 році).